# Victoria International 2000
Die Victoria International 2000 im Badminton fanden Anfang September 2000 statt.

## Sieger und Platzierte
| Disziplin    | Gold                            | Silber                     | Bronze                          |
| ------------ | ------------------------------- | -------------------------- | ------------------------------- |
| Herreneinzel | Dong Jiong                      | Rio Suryana                | Ruud Kuijten                    |
| Herreneinzel | Dong Jiong                      | Rio Suryana                | Geoffrey Bellingham             |
| Dameneinzel  | Maja Pohar                      | Miyo Akao                  | Katarzyna Krasowska             |
| Dameneinzel  | Maja Pohar                      | Miyo Akao                  | Rayoni Head                     |
| Herrendoppel | Michał Łogosz Robert Mateusiak  | Dong Jiong Jiang Xin       | Geoffrey Bellingham Chris Blair |
| Herrendoppel | Michał Łogosz Robert Mateusiak  | Dong Jiong Jiang Xin       | John Gordon Daniel Shirley      |
| Damendoppel  | Masami Yamazaki Keiko Yoshitomi | Rhonda Cator Amanda Hardy  | Rebecca Gordon Lianne Shirley   |
| Damendoppel  | Masami Yamazaki Keiko Yoshitomi | Rhonda Cator Amanda Hardy  | Tammy Jenkins Rhona Robertson   |
| Mixed        | Peter Blackburn Rhonda Cator    | Chris Blair Rebecca Gordon | Rio Suryana Kellie Lucas        |
| Mixed        | Peter Blackburn Rhonda Cator    | Chris Blair Rebecca Gordon | Daniel Shirley Tammy Jenkins    |